# Kiedroziero (stacja kolejowa)
Kiedroziero (ros. Кедрозеро, krl. Tedjärvi) – stacja kolejowa w miejscowości Kiedroziero, w rejonie kondopożskim, w Karelii, w Rosji. Położona jest na linii Wołchow - Murmańsk.
Nazwa pochodzi od pobliskiego jeziora Kiedroziero.